# Amygdalodon
Genre
Espèce
Amygdalodon (« dent en amande ») est un genre de dinosaure herbivore à long cou qui vivait en Argentine (Chubut) il y a 175 à 161 Ma. Son nom est considéré comme nomen dubium. On a découvert peu de fragments et on sait peu de choses sur lui. C’est l’un des seuls dinosaures du Jurassique d’Amérique du Sud trouvé aussi loin. Il a été décrit par Ángel Cabrera en 1947. L'étude fut complétée en 1963 par Casamiquela. On a aussi retrouvé cette espèce en Europe, Asie, et Afrique du Nord, montrant ainsi que ces régions devaient à l'époque être reliées.
- Son nom signifie dent en amande
- Époque : Jurassique (208 Ma à  144 Ma)
- Taille : 12 m de long,  4 m de haut,  5 à 7 tonnes
- Habitat : Amérique du Sud, Afrique du Nord, Asie, Europe
- Régime alimentaire : herbivore

## Inventaire des fossiles retrouvés
- MLP 46-VIII-21-1/2: dents, vertèbres, côtes, bassin et tibia incomplets.
- MLP 36-XI-10-3/1: vertèbres, tibia partiel.